# Bulletin de la Société d'Histoire Naturelle de Toulouse
Bulletin de la Société d' Histoire Naturelle de Toulouse (abreviado Bull. Soc. Hist. Nat. Toulouse) es una revista con ilustraciones y descripciones botánicas es editada en Toulouse desde el año 1867 hasta ahora.